# Mustikkahaka
Mustikkahaka  est le quartier XIV de la municipalité d'Heinola en Finlande.

## Présentation
Mustikkahaka est à environ trois kilomètres au nord du centre-ville.
Ce quartier d'immeubles résidentiels a été construit, au début des années 1970, au milieu de quartiers de maisons individuelles.